# TOUR Championship of Canada
Het TOUR Championship of Canada is een toernooi van de Canadese PGA Tour. De eerste editie was in 2006. Het toernooi wordt op wisselende banen in Ontario  gespeeld.
Na dit toernooi staat vast wie de Order of Merit van de Canadese Tour heeft gewonnen, en die speler promoveert naar de Web.com Tour.

## Winnaars
| Jaar | Baan                                              | Winnaar         | Score | Prijzengeld |
| ---- | ------------------------------------------------- | --------------- | ----- | ----------- |
| 2006 | Highlands Golf Club at Horseshoe Resort, Barrie   | Stuart Anderson |       | C$ 160,000  |
| 2007 | National Pines, Barrie                            |                 |       | C$ 200,000  |
| 2008 | National Pines, Barrie                            |                 |       | C$ 235,000  |
| 2009 | St. Catharines Golf & Country Club, St Catharines |                 |       | C$ 250,000  |
| 2010 | St. Catharines Golf & Country Club, St Catharines |                 |       | C$ 325,000  |
| 2011 | Ambassador Golf Club, Windsor                     |                 |       | C$ 200,000  |
| 2012 | Scarboro Golf & Country Club, Toronto             | Eugene Wong     |       | C$ 100,000  |
| 2013 | Sunningdale Golf & Country Club, London           | Max Gilbert     | -20   | C$ 160.000  |